# John Taber

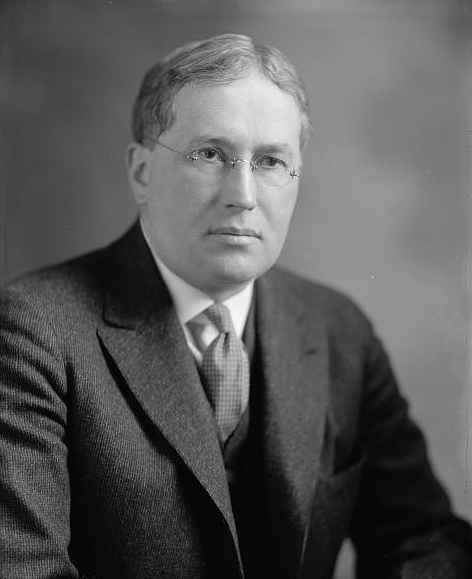
John Taber

John Taber (* 5. Mai 1880 in Auburn, New York; † 22. November 1965 ebenda) war ein US-amerikanischer Politiker. Zwischen 1923 und 1963 vertrat er den Bundesstaat New York im US-Repräsentantenhaus.

## Werdegang
John Taber besuchte die öffentlichen Schulen seiner Heimat. Im Jahr 1902 absolvierte er die Yale University. Nach einem anschließenden Jurastudium an der New York Law School und seiner 1904 erfolgten Zulassung als Rechtsanwalt begann er in Auburn in diesem Beruf zu arbeiten. Gleichzeitig schlug er als Mitglied der Republikanischen Partei eine politische Laufbahn ein. In den Jahren 1905 und 1906 war er Bezirksrat im Cayuga County; von 1910 bis 1918 war er Richter am dortigen Bezirksgericht. In den Jahren 1920, 1924, und 1936 nahm er als Delegierter an den jeweiligen Republican National Conventions teil. Von 1920 bis 1925 war er Bezirksvorsitzender der Republikaner im Cayuga County. Im Jahr 1922 fungierte er auch als Präsident der dortigen Handelskammer.
Bei den Kongresswahlen des Jahres 1922 wurde Taber im 36. Wahlbezirk von New York in das US-Repräsentantenhaus in Washington, D.C. gewählt, wo er am 4. März 1923 die Nachfolge von Norman J. Gould antrat. Nach 19 Wiederwahlen konnte er bis zum 3. Januar 1963 insgesamt 20 Legislaturperioden im Kongress absolvieren. Zwischen 1947 und 1949 sowie nochmals von 1953 bis 1955 war er Vorsitzender des Bewilligungsausschusses. Während seiner Zeit im Kongress wurden dort zwischen 1933 und 1945 die New-Deal-Gesetze der Roosevelt-Regierung verabschiedet, denen Tabers Partei eher ablehnend gegenüberstand. 1935 wurden erstmals die Bestimmungen des 20. Verfassungszusatzes angewendet, wonach die Legislaturperiode des Kongresses jeweils am 3. Januar endet bzw. beginnt. Seit 1941 war auch die Arbeit des Kongresses von den Ereignissen des Zweiten Weltkrieges und dessen Folgen geprägt. In Tabers Zeit im Kongress fielen auch der Beginn des Kalten Krieges, der Koreakrieg und innenpolitisch die Bürgerrechtsbewegung.
Im Jahr 1962 verzichtete John Taber auf eine weitere Kongresskandidatur. Nach dem Ende seiner Zeit im US-Repräsentantenhaus praktizierte er wieder als Anwalt in Auburn, wo er am 22. November 1965 verstarb.